# مقاطعة ناش (كارولاينا الشمالية)
مقاطعة ناش (بالإنجليزية: Nash County)‏ هي إحدى مقاطعات ولاية كارولاينا الشمالية في الولايات المتحدة الأمريكية. مركز المقاطعة أو مقعدها هي مدينة ناشفيل. تأسست هذه المقاطعة سنة 1777.أصل هذه المقاطعة يأتي من: مقاطعة إيجكوم.

## أعلام
- كاي غيبونز